# テスコガビー
テスコガビー（1972年4月14日 - 1977年1月19日）は、日本中央競馬会に所属していた競走馬。
1975年の牝馬クラシック二冠を達成するなど活躍したが、1977年、休養からの復帰調整中に心臓麻痺で急死した。1974年優駿賞最優秀3歳牝馬、1975年最優秀4歳牝馬。
当時としては図抜けた好馬体と、そのレースぶりから、日本競馬史上の最強牝馬にも挙げられており、血統評論家の吉沢譲治は「それまでスピードの常識や血統の価値観を全て覆した馬。スタミナ優先だった日本の競馬を、スピード優先へと変える大きなターニングポイントとなった女傑」と評し、「競馬界に与えた衝撃は今日（1999年）のサンデーサイレンスに匹敵する規模であった。それが今もって史上最強の牝馬に名を挙げる人が多い理由ではないだろうか」としている。
馬齢は日本競馬では2000年まで使用された旧表記（数え年）を用いる。

## 生涯

### 誕生・デビュー前
1972年4月14日、北海道静内郡静内町豊畑の中小生産者・福岡牧場で誕生。父・テスコボーイは1970年代を席巻したリーディングサイアーで、日本ダービー以外の全ての大レースに勝った。代表産駒は数多くいるが、GI級レースを2勝した馬としては、皐月賞・有馬記念・宝塚記念を勝ち種牡馬としても大成功したトウショウボーイ、1974年の牡馬クラシック二冠を達成したキタノカチドキがいる。またブルードメアサイアーとしてもマイルGI2勝のトロットサンダーなどがおり、日本古来の牝系に入り込んで影響を与え続けた。母・キタノリュウはモンタヴァル産駒で、現役時は京都・夏村辰男厩舎に所属し、25戦1勝と平凡な成績であった。今から見れば名門の牝系にテスコボーイのスピードを配合させたと見ることができるが、キタノリュウにテスコボーイを種付けした頃は、テスコボーイの初年度産駒がデビューしたばかりで種牡馬としての評価は定まっていなかった。福岡牧場も繁殖牝馬10頭足らずの小規模牧場であり、生まれる前のテスコガビーは当事者たる福岡牧場の人々の期待は別として、巨大な生産界から見れば平凡な馬であった。しかし生まれたテスコガビーはその抜群の馬っぷりがたちまち評判となり、当時の牝馬としては非常に筋骨隆々で大柄、常に堂々と落ち着いた漆黒の青毛の馬体は牡馬と見間違えるほど立派なものであった。母馬に甘えることも少なく、母馬から離れて走り回る姿から、身体も柔らかく、俊敏であることも分かった。噂はあっという間に静内中に広まり、買い付けにきた調教師はみな「これは凄い」と言い、牝馬と知ると一様に驚いたが、性別が敬遠され、すぐには売れなかった。その後、当時テスコボーイの産駒を探していた東京・仲住芳雄師が馬の仲買人より「面白いテスコボーイ産駒がいる」と話を持ち掛けられ、牧場を訪問。仲住は一目見てその雄大な馬体を気に入り、「いただきましょう」と言って購入を決めた。当初、仲住は仔馬の性別を聞かされておらず、体躯の様子から牡馬であると思い込んでいたが、歩様を確かめるために歩かせてみた際、股間にペニスがないことに気付き、初めて牝馬であることを知った。仲住の希望により、青森県上北郡横浜町の明神牧場で育成調教が行われたが、当時、競馬場の厩舎に入る以前に本格的な調教を行うのは期待馬に限られていた。年が明けて競走年齢の3歳になり、3月に「テスコガビー」と名付けられて仲住の元に入厩すると、厩舎でもたちまち評判となる。馬名の由来は父・テスコボーイからの「テスコ」に加え、馬主の長島忠雄の隣家に住んでいたガブリエル・シャーチというスイス人貿易商の娘の愛称「ガビー」から取られ、この少女はテスコガビーがオークスに優勝した際、そのすぐ傍らで口取り写真に収まっている。

### 戦績
当初は8月の新潟でデビューが予定されていたが、調教中にゲートに腰を打ち付け、9月の東京にずれ込んだ。鞍上にはデビュー10年目の中堅騎手・菅原泰夫が配された。右回り芝1200mの初戦をスタートダッシュだけで勝負がついて2着馬を7馬身差ちぎる快走を見せると、圧倒的なスピードを武器に次走の3歳Sも楽勝し、重賞初挑戦となった3戦目の京成杯3歳ステークスは2着に6馬身差のレコード勝ちで初制覇。この成績により、この年の最優秀3歳牝馬に選ばれる。
4歳になった1975年も快進撃は続き、初戦の京成杯では出走中唯一の牝馬であったが、逃げ切って辛勝ながら朝日杯3歳ステークス2着馬のイシノマサルといった牡馬を一蹴。続いては桜花賞へのステップレースとして阪神4歳牝馬特別に出走を予定していたが、レース間隔が2ヶ月半と開いていたため、さらに強敵を求めて牝馬が出走することはほとんどない第9回東京4歳ステークスに駒を進めた。ここには牡馬クラシック戦線の主役になろうとしていたカブラヤオーが出走していた。カブラヤオーも菅原が主戦騎手を務めていたため、菅原は選択に悩んだ。しかしカブラヤオーは菅原の所属する茂木為二郎厩舎の馬であったことから、「自厩舎でない馬は一度降りたら再び乗れる保証はない」という茂木の配慮により菅原はテスコガビーを選択、カブラヤオーには菅原の弟弟子・菅野澄男に騎乗してもらうことにした。馬場は重馬場でカブラヤオーに1番人気を譲った。同タイプの逃げ馬でレース展開に興味が持たれたが、テスコガビーは先頭に立たずに常にカブラヤオーの後方をガードするように位置を取り、直線で並びかけると、この2頭とインコースから追い込んできたテキサスシチーとの激しい競り合いとなった。直線の勝負処でカブラヤオーの寄られるという不利があったが、クビの差の2着。牡馬相手に初の敗戦を喫し、「重馬場と不利がなければ勝っていただろう」と陣営は残念がったが、スポーツ紙にはすでに「史上最強牝馬」との評が載せられていた。
自信満々に西下し、改めて出走した阪神4歳牝馬特別では、単勝支持率87.2パーセントという圧倒的な1番人気に推された。初輸送、初コースで相当イレ込んでいたがレコードで逃げ切り楽勝。
牝馬同士なら全く桁外れの強さで、桜花賞でも1番人気（単勝1.1倍）で3枠7番に単枠指定された。当日はパドックから激しく焦れ込んでいたが、その桜花賞は大方の予想を超えたものであった。レースでは好スタートで早々に先頭を奪うと、もう他の馬はついていけなかった。直線では他の21頭を突き放すばかりで、2着のジョーケンプトンに1.9秒の大差を付けて1冠目を手にした。1600mの距離で争われる桜花賞では通常考えられない着差であり、桜花賞史上最大で後にも先にも例がない。実況していた杉本清（当時・関西テレビアナウンサー）は直線半ばであまりにも大差がついたために「後ろからはなんにも来ない、後ろからはなんにも来ない、後ろからはなんにも来ない」と同じ言葉を3回繰り返して絶叫し、このフレーズは、当時の圧勝劇をよく伝える名調子として知られている。杉本自身は「想像以上の大差でリードを伝える以外に言う事が無くなり、実際は苦し紛れであったため、失敗したと思っていた」が、視聴者からは好意的に受け止められていた。2013年には、JRAの桜花賞のテレビCMでも使用された。優勝タイム1分34秒9は桜花賞レコードで、コースレコードからも0.1秒差であった。1988年にアラホウトクに破られるまで13年間保持されたほか、2000年の桜花賞優勝タイムと同じであった。スポーツライターの阿部珠樹はそのことに触れ、「26年の歳月を考えれば驚異的な数字である。今テスコガビーがそのままの姿で現れても、十分勝負になるだろう」と論じている。
陣営はオークスへは直行の予定であったが、馬主の長島の要望により、オークストライアルの4歳牝馬特別に出走。しかし桜花賞で限界まで調整された反動が出て直線で伸びを欠き、初めて連対を外す3着と敗戦。
牝馬同士で初めての負けを喫し、距離延長と体調不良も相まって、1番人気に支持されたものの不安を抱えてのオークスに挑むことになった。単勝も2.3倍と桜花賞からは大きく落としていたが、しかし本番では何も心配はいらなかった。菅原が軽く先頭を奪うと、レースをスローペースに持ち込み、2着のソシアルトウショウ（トウショウボーイの半姉）に8馬身差をつけて牝馬二冠を達成。この8馬身差は日本中央競馬会施行のオークス史上最大着差で、それ以前を含めても戦時中のクリフジ（10馬身）、終戦直後のトキツカゼ（大差）に次ぐ記録であった。スポーツライターの阿部は「勝ちタイムは平凡」としながらも、「スタートから逃げて影も踏ませず、2着に8馬身差を付けた内容は、やはり時代の制約を超えた強さと言えるだろう」と評している。またこの年、鞍上の菅原はカブラヤオーでも皐月賞、日本ダービーを制し、春のクラシック4競走完全制覇を成し遂げた。後に菅原はカブラヤオーが勝った皐月賞、ダービーがいずれも桜花賞、オークスの翌週であったことに触れ、「（もし順序が逆だったら）カブラヤオーに自信を持って乗ることはできなかったんじゃないか。（気性の大人しい）テスコガビーは良い予行演習になった」と語っている。

### 最期
オークスから4ヶ月後の9月17日早朝、ゲート練習中に右前球節挫創で9針も縫う重傷を負った。その後は順調でビクトリアカップを目標に乗り始めた10月29日の調教中、今度は右後脚を捻挫。1年の休養を余儀なくされ、5歳になった1976年5月2日の東京のオープンで復帰するが、11頭立ての6着に惨敗。休養明けの調整途上でかなり太かったのは確かだが、桜花賞やオークスの頃の闘志は失われていた。それでも次走に期待が持たれたが、18日後の5月20日には右後脚のトモを痛めてしまい、浦河郡浦河町の日綜牧場で再び休養に入る。この時点で陣営は二冠牝馬を看板に引退することが検討され、渡米して同地の一流種牡馬と種付けを行うという構想も持ち上がったが、長島の要望により現役続行が決定。
12月に入り、かつて育成調教を行った明神牧場に移動し、現役復帰への調教が開始された。以降は順調に調教が積まれていたが、年が明けて6歳になった1977年1月19日、調教でコースを速歩で1周半した後、駈歩に移行した際に突然前のめりに転倒。前脚の故障かと獣医師が呼ばれたが、診断の結果、脚の故障ではなく心臓麻痺を発症しており、すでに死亡していたため、同場の関係者が牧場の片隅に作った墓に埋葬し、簡素な墓標が立てられた。
早世のため1頭の産駒も残していないが、繁殖牝馬としても必ず成功を収めたであろうとする意見が数々見られる。競馬評論家の大川慶次郎は「配合さえ間違わなければ良い子を出したと思う」と語り、血統研究家の白井透は競走・繁殖の双方で成功を収めたクリフジを例に取り、「テスコガビーも同じ道を歩むべきだった。サラブレッドの中にその血の一滴でも残しておきたかった」と述べている。その後、牧場所有者が変わったために遺骨は静内へ戻され、2011年に桜舞馬公園（オーマイホースパーク）に改葬され、父・テスコボーイと同じ場所に眠っている。

#### 現役続行の理由について
当時長島の経営していた不動産会社の業績が思わしくなかったことから、賞金目当てで無理に稼ごうとしていたという見方が長年定説とされており、中には、テスコガビーの死後に会社が倒産したとか、遺骨の引き取りも拒否したというなどという尾ひれがついた噂もあったが、実子の長島和彦がテスコガビーの近親であるガビーズシスターでリヤドダートスプリントに出走したときの日刊スポーツのインタビューで、「会社の調子が悪かったのは確かですが、会社はつぶれていません。テスコガビーが稼いでくれて、会社を助けてくれました」と明白に否定し、和彦は「まだ中学生でしたが、自分も現役で走らせたかった。引退させておけばと、どれだけ後悔したか」と、述べ噂を否定した。

## 競走成績
| 年月日 | 年月日 | 年月日 | 競馬場 | レース名        | 格 | 人気 | 着順 | 距離          | タイム  | 着差    | 騎手     | 斤量 [kg] | 勝ち馬/（2着馬）       |
| 1974   | 9.     | 14     | 東京   | 3歳新馬         |    | 1    | 1着  | 芝1200m（良） | 01:10.9 | 7身     | 菅原泰夫 | 52        | （タイトマッチ）       |
|        | 9.     | 29     | 東京   | 3歳S            |    | 1    | 1着  | 芝1400m（稍） | 01:24.4 | 1 3/4身 | 菅原泰夫 | 52        | （アンセルモ）         |
|        | 10.    | 20     | 中山   | 京成杯3歳S      |    | 2    | 1着  | 芝1200m（稍） | R1:10.2 | 4身     | 菅原泰夫 | 52        | （イーデンアロー）     |
| 1975   | 1.     | 12     | 東京   | 京成杯          |    | 1    | 1着  | 芝1600m（良） | 01:37.5 | アタマ  | 菅原泰夫 | 53        | （イシノマサル）       |
|        | 2.     | 9      | 東京   | 東京4歳S        |    | 2    | 2着  | 芝1800m（良） | 01:52.1 | クビ    | 菅原泰夫 | 54        | カブラヤオー           |
|        | 3.     | 16     | 阪神   | 阪神4歳牝馬特別 |    | 1    | 1着  | 芝1200m（良） | R1:10.4 | 2 1/2身 | 菅原泰夫 | 54        | （キシューファイター） |
|        | 4.     | 6      | 阪神   | 桜花賞          |    | 1    | 1着  | 芝1600m（良） | 01:34.9 |         | 菅原泰夫 | 55        | （ジョーケンプトン）   |
|        | 4.     | 27     | 東京   | 4歳牝馬特別     |    | 1    | 3着  | 芝1800m（重） | 01:51.4 | 0.7秒   | 菅原泰夫 | 54        | トウホーパール         |
|        | 5.     | 18     | 東京   | 優駿牝馬        |    | 1    | 1着  | 芝2400m（稍） | 02:30.6 | 8身     | 菅原泰夫 | 55        | （ソシアルトウショウ） |
| 1976   | 5.     | 12     | 東京   | 5歳以上オープン |    | 1    | 6着  | ダ1200m（稍） | 01:13.0 | 1.8秒   | 菅原泰夫 | 53        | キリグリマ             |

- タイム欄のRはレコード勝ちを示す。

## 評価

### 競走能力について
脚質から逃げ馬という評価が定着しているが、菅原は「スピードの違いで自然と逃げる形になっただけ。気性にも問題がなかったし、スタミナを心配するような体つき、走りぶりでもなかった」と回想している。また、大川は「逃げ馬としてはスタートダッシュが利く馬ではなかった」と指摘し、それでも逃げる形になったことを「『テスコガビーに競り掛けたら、こっちが先に潰れてしまう』という威圧感があったため」と分析、「悪い言葉で言えば、『バケモノ』のような馬だった」としている。競馬界では「スタートが良く、道中も素直で、最後もきっちり伸びる」馬を、「テンよし、中よし、終いよし」と呼び習わすことがあるが、これは元々菅原がテスコガビーのセールスポイントを尋ねられた際に答えたものである。気性は非常に従順かつ堂々としており、一般に繊細で神経質とされる牝馬でありながら、どこでも寝転がってしまうような図太さを備え、「肝の据わった牝馬だ」と関係者を感心させていた。

### ルックス
全ての毛色の中で最も黒い青毛の被毛に、牝馬離れした筋骨隆々の馬体は、大川のように「バケモノ」「アマゾネス」などと評した者がいた一方、「グラマーな美女」と擬人化し、好意的に受け止める者もいた。雑誌編集者であった青木幸三は、著書の中で「濡れたような真っ黒に輝いた青毛の肢体からは、形容しがたいほどの色気を感じさせた。絵になる雄大なスケールも素晴らしい」と語り、白井は「その馬格は、グラマーで女性的であった」と評している。こういった見方は早い段階から定着しており、桜花賞の本馬場入場時、すでに杉本清が「テンよし中よし終いよし、付けて加えて超グラマー。テスコガビーです」と紹介している。また白井はその馬格について、同じテスコボーイ産駒のトウショウボーイ、キタノカチドキと比較して「最もテスコボーイに似た馬」と評し、「テスコボーイの良さを100%受け継いできたような柔軟な動き。だからこそあれだけのスケールの大きな走りができたのだろう」と述べている。

## 血統表
| テスコガビーの血統（テスコボーイ系 / Nasrullah3×4=18.75%、Nearco4×5・5=12.50%、Blandford5×5=6.25%、Pharos(Fairway)5×5=6.25%〈父父内〉） | テスコガビーの血統（テスコボーイ系 / Nasrullah3×4=18.75%、Nearco4×5・5=12.50%、Blandford5×5=6.25%、Pharos(Fairway)5×5=6.25%〈父父内〉） | テスコガビーの血統（テスコボーイ系 / Nasrullah3×4=18.75%、Nearco4×5・5=12.50%、Blandford5×5=6.25%、Pharos(Fairway)5×5=6.25%〈父父内〉） | （血統表の出典） | （血統表の出典） |
| 父 *テスコボーイ Tesco Boy 1963 黒鹿毛                                                                                                  | 父の父Princely Gift 1951 鹿毛 | Nasrullah | Nearco           | Nearco           |
| 父 *テスコボーイ Tesco Boy 1963 黒鹿毛                                                                                                  | 父の父Princely Gift 1951 鹿毛 | Nasrullah | Mumtaz Begum     |                  |
| 父 *テスコボーイ Tesco Boy 1963 黒鹿毛                                                                                                  | 父の父Princely Gift 1951 鹿毛 | Blue Gem | Blue Peter       | Blue Peter       |
| 父 *テスコボーイ Tesco Boy 1963 黒鹿毛                                                                                                  | 父の父Princely Gift 1951 鹿毛 | Blue Gem | Sparkle          |                  |
| 父 *テスコボーイ Tesco Boy 1963 黒鹿毛                                                                                                  | 父の母Suncourt 1952 黒鹿毛 | Hyperion | Gainsborough     | Gainsborough     |
| 父 *テスコボーイ Tesco Boy 1963 黒鹿毛                                                                                                  | 父の母Suncourt 1952 黒鹿毛 | Hyperion | Selene           |                  |
| 父 *テスコボーイ Tesco Boy 1963 黒鹿毛                                                                                                  | 父の母Suncourt 1952 黒鹿毛 | Inquisition | Dastur           | Dastur           |
| 父 *テスコボーイ Tesco Boy 1963 黒鹿毛                                                                                                  | 父の母Suncourt 1952 黒鹿毛 | Inquisition | Jury             |                  |
| 母 キタノリュウ 1965 栗毛 | 母の父*モンタヴァル Montaval 1953 鹿毛                                                                                                  | Norseman | Umidwar          | Umidwar          |
| 母 キタノリュウ 1965 栗毛 | 母の父*モンタヴァル Montaval 1953 鹿毛                                                                                                  | Norseman | Tara             |                  |
| 母 キタノリュウ 1965 栗毛 | 母の父*モンタヴァル Montaval 1953 鹿毛                                                                                                  | Ballynash | Nasrullah        | Nasrullah        |
| 母 キタノリュウ 1965 栗毛 | 母の父*モンタヴァル Montaval 1953 鹿毛                                                                                                  | Ballynash | Ballywellbroke   |                  |
| 母 キタノリュウ 1965 栗毛 | 母の母オツクスフオード 1955 黒鹿毛 | *ライジングフレーム Rising Flame | The Phoenix      | The Phoenix      |
| 母 キタノリュウ 1965 栗毛 | 母の母オツクスフオード 1955 黒鹿毛 | *ライジングフレーム Rising Flame | Admirable        |                  |
| 母 キタノリュウ 1965 栗毛 | 母の母オツクスフオード 1955 黒鹿毛 | ヨシヒロ | 月友             | 月友             |
| 母 キタノリュウ 1965 栗毛 | 母の母オツクスフオード 1955 黒鹿毛 | ヨシヒロ | 万楽 F-No.1-o    |                  |

- 半弟に大井で重賞4勝を挙げたトドロキヒリュウ（父クロケット）。
- 半妹・シャンティロードの仔にダイヤモンドステークスを勝ったトレードマーク
- 全妹・テスコエンゼルの孫に道営所属で函館3歳Sを勝ったエンゼルカロ、4代孫にカペラステークスを勝ったガビーズシスターがいる。